# Temazepam
Temazepam, vendido sob a marca Restoril, entre outros, é uma substância utilizada como medicamento da classe dos benzodiazepínicos geralmente usado para tratar insônia grave ou debilitante. É tomado por via oral. O Temazepam é rapidamente absorvido e os efeitos hipnóticos significativos começam em menos de 30 minutos e podem durar até oito horas. As prescrições de hipnóticos como o Temazepam tiveram uma diminuição drástica desde 2010, enquanto os ansiolíticos como o Alprazolam, o Clonazepam e o Lorazepam aumentaram ou permaneceram estáveis. Temazepam e hipnóticos semelhantes, como o Triazolam (Halcion), são geralmente reservados para insônia grave e debilitante. Eles foram amplamente substituídos por medicamentos Z (Zopiclona, Zolpidem) e antidepressivos atípicos (Trazodona, Mirtazapina) como tratamento de primeira linha para insônia.
Os efeitos colaterais comuns incluem sonolência, comprometimento motor e cognitivo, letargia, confusão, euforia e tontura. Os efeitos colaterais graves podem incluir alucinações, hipotensão, depressão respiratória, abuso, anafilaxia e suicídio. Geralmente, o uso não é recomendado junto com álcool ou opioides. Se a dose for reduzida rapidamente, poderá ocorrer abstinência. O uso durante a gravidez ou amamentação não é recomendado. Temazepam é um benzodiazepínico de ação curta e hipnótico. Funciona afetando o GABA no cérebro.
O Temazepam foi patenteado em 1962 e entrou em uso médico em 1969. Está disponível como medicamento genérico. Em 2021, foi o 208º medicamento mais prescrito nos Estados Unidos, com mais de 2 milhões de prescrições.

## Usos médicos
Em estudos laboratoriais do sono, o Temazepam diminuiu significativamente o número de despertares noturnos, mas tem a desvantagem de distorcer o padrão normal do sono. É oficialmente indicado para insônia grave e outros distúrbios do sono graves ou incapacitantes. As diretrizes de prescrição no Reino Unido limitam a prescrição de hipnóticos a duas a quatro semanas devido a preocupações com tolerância e dependência.
As diretrizes de clínica prática de 2017 da Academia Americana de Medicina do Sono recomendaram o uso de Temazepam no tratamento da insônia do início e da manutenção do sono. Classificou a recomendação como fraca, a qualidade da evidência como moderada e concluiu que os benefícios potenciais superavam os danos potenciais. As diretrizes descobriram que o Temazepam na dose de 15 mg reduz a latência do sono em 37 minutos (Intervalo de confiança de 95%, de 21 a 53 minutos), aumenta o tempo total de sono em 99 minutos (Intervalo de confiança de 95%, de 63 a 135 minutos) e fornece um pequeno melhoria na qualidade do sono. As melhorias na latência do sono e no tempo total de sono foram numericamente muito maiores do que qualquer outro medicamento para dormir incluído, incluindo Eszopiclona, Zopiclona, Zolpidem, Triazolam, Estazolam, Quazepam, Flurazepam, Trazodona, Difenidramina, Gabapentina, entre outros.

## Contraindicações
O uso de Temazepam deve ser evitado, quando possível, em indivíduos com estas condições:
- Ataxia (falta grave de coordenação dos movimentos musculares)
- Hipoventilação grave
- Glaucoma agudo de ângulo estreito
- Deficiências hepáticas graves (hepatite e cirrose hepática diminuem a eliminação por um fator de dois)
- Deficiências renais graves (por exemplo, pacientes em diálise)
- Apneia do sono
- Depressão grave, especialmente quando acompanhada de tendências suicidas
- Intoxicação aguda com álcool, narcóticos ou outras substâncias psicoativas
- Miastenia gravis (distúrbio autoimune que causa fraqueza muscular)
- Hipersensibilidade ou alergia a qualquer medicamento da classe dos benzodiazepínicos

### Cuidado especial necessário
Temazepam pode causar danos ao feto. A segurança e eficácia do Temazepam não foram estabelecidas em crianças. Os benzodiazepínicos também requerem cautela especial se usados em idosos, indivíduos dependentes de álcool ou drogas e indivíduos com transtornos psiquiátricos comórbidos.
O Temazepam, semelhante a outros benzodiazepínicos e medicamentos hipnóticos não benzodiazepínicos, causa prejuízos no equilíbrio corporal e na estabilidade em pé em indivíduos que acordam à noite ou na manhã seguinte. Quedas e fraturas de quadril são frequentemente relatadas. A combinação com álcool aumenta essas deficiências. Desenvolve-se tolerância parcial, mas incompleta, a essas deficiências. A menor dose eficaz possível deve ser utilizada em pacientes idosos ou muito doentes, pois existe risco de apnéia e/ou parada cardíaca. Esse risco aumenta quando o Temazepam é administrado concomitantemente com outros medicamentos que deprimem o sistema nervoso central (SNC).

### Uso indevido e dependência
Dado que as benzodiazepinas podem ser utilizadas de forma abusiva e levar à dependência, a sua utilização deve ser evitada em pessoas pertencentes a determinados grupos de risco particularmente elevado. Esses grupos incluem pessoas com histórico de dependência de álcool ou drogas, pessoas com dificuldades significativas de humor ou pessoas com dificuldades de saúde mental de longa data. Se o Temazepam precisar ser prescrito para pessoas desses grupos, elas geralmente deverão ser monitoradas de perto quanto a sinais de uso indevido e desenvolvimento de dependência.

## Overdose
A sobredosagem de Temazepam resulta no aumento dos efeitos no SNC, incluindo:
- Sonolência (dificuldade em permanecer acordado)
- Confusão mental
- Depressão respiratória
- Hipotensão
- Cianose
- Funções motoras prejudicadas
- Reflexos prejudicados ou ausentes
- Coordenação prejudicada
- Equilíbrio prejudicado
- Tontura, sedação
- Coma
- Morte

O Temazepam apresentou a maior taxa de intoxicação medicamentosa, incluindo overdose, entre os benzodiazepínicos comuns em casos com e sem combinação com álcool em um estudo de 1985. Temazepam e Nitrazepam foram os dois benzodiazepínicos mais comumente detectados em mortes relacionadas a overdose em um estudo australiano sobre mortes por drogas. Dos dois, o Temazepam teve maior número de mortes, e apenas o Temazepam foi fatal como medicamento isolado em três casos, enquanto todos os casos de mortes por Nitrazepam foram devidos a misturas com outros depressores do SNC. Álcool, heroína e opioides prescritos, sendo a morfina o opioide com a maior taxa de mortalidade. Um estudo britânico de 1993 descobriu que o Temazepam apresentava o maior número de mortes por milhão de prescrições entre os medicamentos comumente prescritos na década de 1980 (11,9, versus 5,9 para os benzodiazepínicos em geral, tomados com ou sem álcool).
Um estudo australiano de 1995 com pacientes internados no hospital após overdose de benzodiazepínicos corroborou esses resultados e descobriu que a overdose de Temazepam tem muito mais probabilidade de levar ao coma do que outros benzodiazepínicos (razão de chances de 1,86). Os autores observaram vários fatores, como diferenças na potência, afinidade do receptor e taxa de absorção entre os benzodiazepínicos, que poderiam explicar essa toxicidade mais elevada. Embora os benzodiazepínicos tenham alto índice terapêutico, o Temazepam é um dos mais perigosos dessa classe de drogas. A combinação de álcool e Temazepam aumenta a probabilidade de morte por intoxicação alcoólica.

## Farmacologia

### Farmacodinâmica
A principal ação farmacológica do Temazepam é aumentar o efeito do neurotransmissor ácido gama-aminobutírico (GABA) no receptor GABAA. Isso causa sedação, comprometimento motor, ataxia, ansiólise, efeitos anticonvulsivantes, relaxamento muscular e um efeito de reforço.
Como medicamento antes da cirurgia, o Temazepam diminuiu o cortisol em pacientes idosos. Em ratos, desencadeou a liberação de vasopressina no núcleo paraventricular do hipotálamo e diminuiu a liberação de ACTH sob estresse.

### Farmacocinética
A administração oral de 15 a 45 mg de Temazepam em humanos resultou em rápida absorção, com níveis sanguíneos significativos alcançados em menos de 30 minutos e níveis máximos em duas a três horas.
Em um estudo de absorção, distribuição, metabolismo e excreção de dose única e múltipla (ADME), usando medicamento marcado com trítio, o Temazepam foi bem absorvido e apresentou metabolismo mínimo (8%) do medicamento de primeira passagem. Não foram formados metabolitos ativos e o único metabolito significativo presente no sangue foi o conjugado O. O medicamento inalterado ligou-se em 96% às proteínas plasmáticas. O declínio do nível sanguíneo do medicamento original foi bifásico, com meia-vida curta variando de 0,4 a 0,6 horas e meia-vida terminal de 3,5 a 18,4 horas (média de 8,8 horas), dependendo da população do estudo e do método de determinação.
O Temazepam tem biodisponibilidade muito boa, sendo quase 100% absorvido após administração oral. A droga é metabolizada por conjugação e desmetilação antes da excreção. A maior parte da droga é excretada na urina, com cerca de 20% aparecendo nas fezes. O principal metabólito foi o conjugado O do Temazepam (90%); o conjugado O do N-desmetil Temazepam foi um metabólito menor (7%).

## Farmacocinética
As características farmacocinéticas do Temazepam são:[carece de fontes?]
- Temazepam atravessa a barreira placentária e aparece em pequenas doses no leite materno.
- É absorvido no trato gastrointestinal.
- Cerca de 96% do temazepam administrado, liga-se às proteínas plasmáticas.
- Tem uma semi-vida de cerca de 8 a 15 horas.
- O pico de maior concentração no plasma é obtido cerca de 30 minutos após a administração.

## Propriedades químicas e físicas
Temazepam é uma classe do benzodiazepínico. Sendo uma substância branca e cristalina, solúvel em água e pouco solúvel em álcool.

### Síntese

Preparação: S. C. Bell, patente US 3.197.467 (1965 para Am. Home. Prod.).

Em sua fórmula, os N-óxidos tendem a sofrer o rearranjo de Polonovski quando tratados com anidrido acético, e isso foi ilustrado pela síntese do Oxazepam. 
Já era esperado de que o análogo N-metil (1) também passe por este processo, e a hidrólise do acetato resultante dê o Temazepam (2). Deve-se ter cuidado com as condições, ou o resultado do produto de rearranjo inativo (3).